# 石引
石引（いしびき）は、石川県金沢市の町名。現行行政地名は石引1丁目から4丁目。全域で住居表示実施済み。郵便番号は920-0935。

## 概要
石引は、下石引町・東兼六町・兼六町・宝町・笠舞・本多町・出羽町・小立野に囲まれている。

## 歴史
地名の由来について、『龜の尾の記』に、「文禄元年（恐らく金沢城の）築塁の巨石を戸室山より伐り挽出す道筋となす。故に名付く。」とある。

### 旧町名の概要
上・中石引町（かみ・なかいしびきまち）
- 地子町

上・中・下安藤町（かみ・なか・しもあんどうまち）
- 武家地

河内町（かわちまち）
- 武家地

山崎町（やまざきまち）
- 武家地

白山町（しらやままち）
- 寺社門前地

二十人町一～四番丁（にじゅうにんまちいち～よんばんちょう）
- 武家地

上・中・下欠原町（かみ・なか・しもかけはらまち）
- 地子町

大音町（おとまち）
- 武家地

上・中・下鷹匠町（かみ・なか・しもたかじょうまち）
- 地子町

上百々女木町（かみどどめきちょう）
- 地子町

三所町（みところまち）
- 地子町

土取場永町（つちとりばながまち）
- 地子町

土取場城端町（つちとりばじょうばなまち）
- 地子町

新坂町（しんさかまち）
- 地子町

### 沿革
- 1964年（昭和39年）4月1日 - 住居表示実施により、上安藤町・中安藤町・河内町・山崎町・白山町・二十人町一番丁・二十人町二番丁・二十人町三番丁・二十人町四番丁・上欠原町・大音町・上鷹匠町・中鷹匠町・下鷹匠町・出羽五番丁・中石引町・下石引町の全部と上鶴間町・下鶴間町・上石引町・上百々女木町・三所町・土取場永町・土取場城端町・小立野新町・一本松・中欠原町・揚地町・新坂町・飛梅町・下安藤町・下欠原町・出羽二番丁・出羽三番丁・出羽四番丁の各一部をもって成立[5]。
- 2000年（平成12年）4月1日 - 旧町名復活事業実施により、飛梅町・下石引町が復活する。

## 小中学校の校区
市立小学校に通う場合は小立野小学校に、市立中学校に通う場合は紫錦台中学校に通う。

## 施設
- 石引商店街
- 石川県立能楽堂
- 北陸電力会館 本多の森ホール
- 菅原神社

## 交通

### バス
小立野バス停の名称は電停に合わせて付けられたもので、ふらっとバスでは同じバス停を上石引としている。
- 北鉄バス（北陸鉄道・北鉄金沢バス・北鉄白山バス）　錦町粟崎線、錦町B線ほか　出羽町、石引町、石引広見、小立野、石引二丁目バス停
- 金沢ふらっとバス菊川ルート　二十人坂、一本松陸橋、石引広見、上石引、中石引、飛梅町、本多の森ホールバス停